# Zuurstofplant

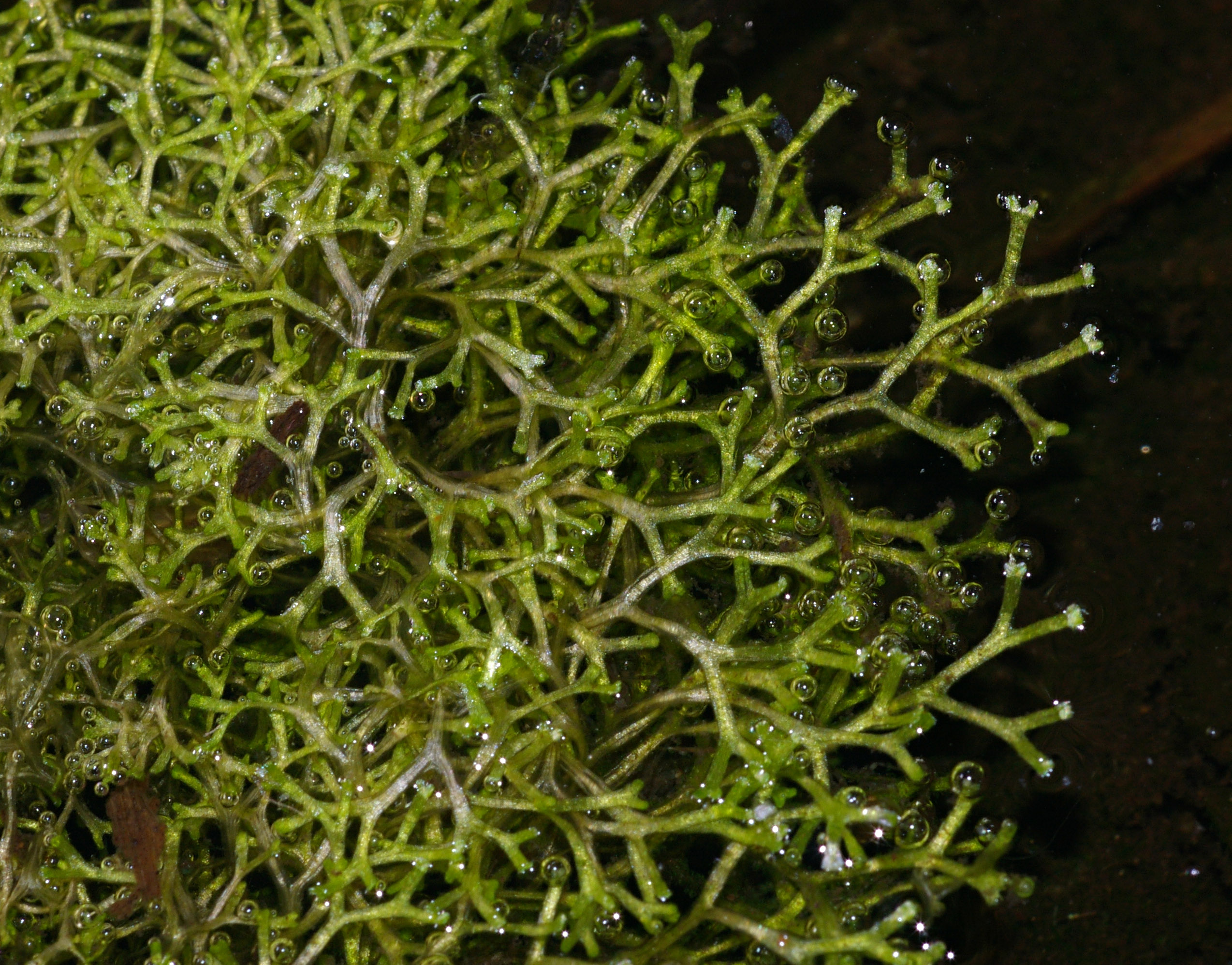
Het watervorkje (Riccia fluitans) met duidelijk zichtbare zuurstofbellen.

Met de term zuurstofplanten wordt doorgaans verwezen naar waterplanten in een aquarium, vijver of een natuurlijk water, die het water van zuurstof kunnen voorzien. Meestal speelt de levenscyclus zich vrijwel geheel onder water af. Niet alle ondergedoken planten zijn geschikte zuurstofplanten, de soorten uit het geslacht Cryptocoryne groeien langzaam en geven weinig zuurstof af aan het water.
De gasuitwisseling vindt niet in de atmosfeer plaats, zoals bij de meeste plantsoorten, maar in het water waarin de plant zich bevindt. De plant neem hierbij koolzuur (CO2) op uit het water en geeft het geproduceerde zuurstof (O2) ook weer rechtstreeks af aan het water waarin de plant groeit.

## Kenmerken
Zuurstofplanten groeien meestal geheel onder water. Het gaat hierbij om vorming van (steun)wortels, stengels en bladeren. Alleen voor de vorming van bloemen en vruchten vormen zuurstofplanten kleine bloemen boven de wateroppervlakte.
Het wortelstelsel is bij zuurstofplanten alleen bedoeld voor verankering van de plant. Op een paar uitzonderingen na, neemt de plant geen voedingsstoffen op met de wortels. Dit is een zeer belangrijk en kenmerkend onderscheid met andere planten, ook ten opzichte van andere waterplanten zoals moerasplanten. Bij deze planten verloopt het opnemen van de voedingsstoffen namelijk wel grotendeels via het wortelstelsel. Zuurstofplanten nemen met hun bladeren voedingsstoffen op uit het water waarin ze groeien. De belangrijkste voedingsstoffen van zuurstofplanten zijn nitraat (NO3−) en koolzuur (CO2). Voor een goede groei van zuurstofplanten moeten deze stoffen dus in de juiste hoeveelheden aanwezig zijn in het water. Zowel een tekort als een overschot aan voedingsstoffen, zal voor zuurstofplanten tot problemen met de groei leiden. Te weinig voedingsstoffen leidt tot afsterven van de plant, maar een overschot aan voedingsstoffen zal zorgen voor algenbloei in het water door met name zweefalgen. Zweefalgen en zuurstofplanten zijn voedselconcurrenten. Wanneer in een water eenmaal algenbloei van enige betekenis ontstaan is, zal dit ten koste gaan van de groei van zuurstofplanten. Uiteindelijk sterven zuurstofplanten af in water waarin veel zweefalgen groeien.

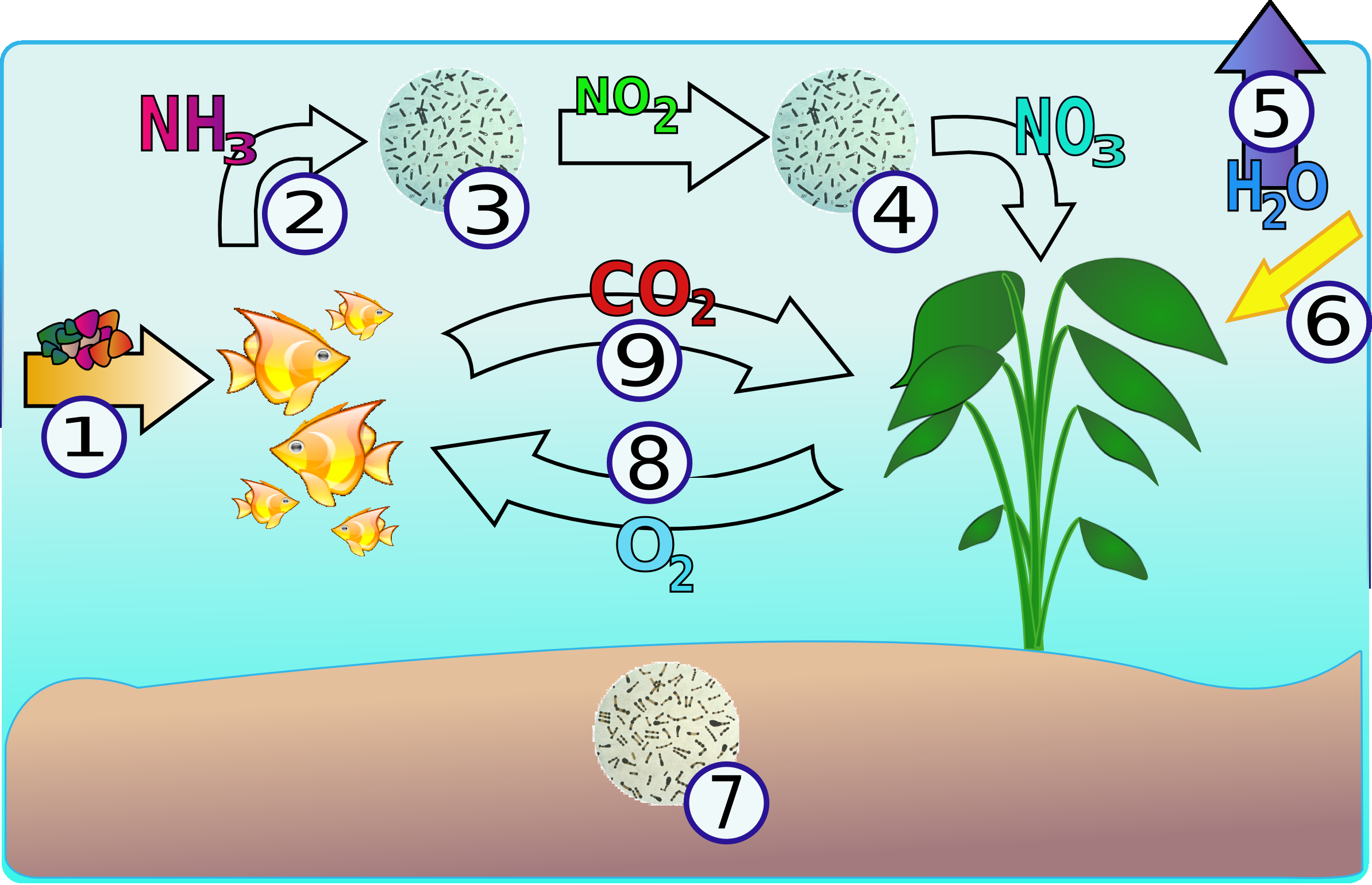
Stikstofkringloop in een aquarium, waarbij ook de rol van zuurstofplanten is weergegeven.

Alle zuurstofplanten hebben een voorkeur voor hard water, dus water waarin voldoende minerale stoffen zijn opgelost. Minerale stoffen zijn bijvoorbeeld calcium, magnesium en natrium. Deze stoffen vormen voedingszouten voor de zuurstofplanten. Zuurstofplanten gebruiken deze stoffen bij de vorming van bladeren en stengels. Ook voor de opname en het transport van koolzuur (CO2) in het water waarin de zuurstofplanten groeien, is hard water belangrijk. Koolzuur kan zich namelijk hechten aan de minerale stoffen in hard water. Op deze manier is de voor de plantengroei noodzakelijke CO2 voldoende aanwezig in het water. De algemene hardheid van water wordt aangegeven met de GH-waarde (waterhardheid, ook wel DH-waarde genoemd). De hoeveelheid verbindingen tussen minerale stoffen en koolzuur wordt aangeduid met de KH-waarde van water. Dit staat voor karbonaathardheid. Een natuurlijk water wordt voorzien van mineralen door kwelwater. Dit is water dat uit diepe, kalkrijke aardlagen aan de oppervlakte komt en mede een waterloop voedt. In een kunstmatige tuinvijver zal het noodzakelijk zijn, om de waterhardheid af en toe kunstmatig op te hogen. Wanneer dit achterwege blijft, zal het water in de vijver namelijk geleidelijk vervangen worden door regenwater. Dit is te zacht en daarom ongeschikt voor de groei van zuurstofplanten. De zuurstofplanten in de vijver sterven dan af.
Zuurstofplanten hoeven, in tegenstelling tot planten die op het land of boven water groeien, geen stevig, houtachtig takkenstelsel te vormen. Ook in de vorming van een wortelstelsel steekt de plant weinig energie. Het gevolg is, dat de plant onder juiste omstandigheden zeer fors kan groeien. Het aanmaken van nieuwe scheuten (stengels en bladvorming) verloopt dan zeer snel. De soorten uit de fonteinkruidfamilie vormen een uitzondering op deze regel. Deze planten vormen namelijk wel een kruipende wortelstok, waaruit de uitlopers groeien. Het gevolg is, dat deze planten minder snel groeien dan andere zuurstofplanten.

## Zuurstofplanten in Nederland en België
Het aantal in het wild voorkomende zuurstofplanten in Nederland en België is redelijk beperkt, zeker als dit vergeleken wordt met andere vochtminnende planten. Onderstaand een opsomming van de belangrijkste inheemse soorten en hun Latijnse naam.
| Nederlandse naam        | Wetenschappelijke naam  |
| ----------------------- | ----------------------- |
| Brede waterpest         | Elodea canadensis       |
| Aarvederkruid           | Myriophyllum spicatum   |
| Gekroesd fonteinkruid   | Potamogeton crispus     |
| Glanzig fonteinkruid    | Potamogeton lucens      |
| Bronmos                 | Fontinalis antipyretica |
| Gedoornd hoornblad      | Ceratophyllum demersum  |
| Vlottende waterranonkel | Ranunculus fluitans     |
| Waterviolier            | Hottonia palustris      |
| Krabbenscheer           | Stratiotes aloides      |

De soorten in de tabel komen in het wild voor, maar zijn ook in de handel verkrijgbaar om toe te passen als vijverplant. In de vijver zijn zuurstofplanten belangrijk om hun zuiverend vermogen. De planten nemen hierbij de voedingsstoffen op uit het vijverwater, zodat dit voedselarm blijft. Dit gaat de groei van draadwieren en zwevende groenwieren in het water tegen.

## Voorkomen en bedreiging
De in de tabel genoemde zuurstofplanten komen vrij algemeen voor in Nederland en België. Toch zijn er zeer veel oppervlaktewateren waarin zuurstofplanten niet meer kunnen groeien omdat het water te voedselrijk is geworden door eutrofiëring. Dit is meestal het gevolg van bemesting van aan de waterloop grenzende percelen. Hierbij wordt het nitraat- en fosfaatgehalte van het water zo hoog, dat hierin alleen nog maar groenwieren kunnen groeien. De tolerantiegrenzen van de zuurstofplanten voor nitraat- en fosfaatgehalte worden in deze wateren vaak vele malen overschreden.
Door een actief randenbeheer, in het kader van natuurherstel, neemt de totale populatie van zuurstofplanten in Nederland sinds de eeuwwisseling wel weer toe. Hierbij worden aan waterlopen grenzende percelen bewust minder, of niet bemest. Ook de strenger geworden (Europese) richtlijnen voor lozing van (on)gezuiverd rioolwater dragen bij aan het herstel van de groei van zuurstofplanten.

## Voortplanting
De voortplanting bij zuurstofplanten kan, net als bij andere planten, geslachtelijk plaatsvinden. De boven water groeiende bloemetjes worden hierbij bestoven en ontwikkelen zich tot vruchtjes of groeiknoppen, waaruit een nieuwe plant kan groeien. Veel vaker dan bij andere planten het geval is, zal de voortplanting bij zuurstofplanten ongeslachtelijk plaatsvinden. Hierbij breekt of scheurt een deel van de plant af, om zich elders te vestigen. Uit elke uitloper van een zuurstofplant kan zo een geheel nieuwe plant groeien, die genetisch dan 100% identiek is aan de moederplant. Van dit gegeven (stekken) wordt vaak gebruik gemaakt in een vijver. Het is een makkelijke methode, om zuurstofplanten te vermeerderen.

## Trivia
- Waterpest dankt zijn naam aan het feit, dat de plant in staat is om watergangen in korte tijd volledig te laten dichtgroeien. Dit gaf vooral vroeger hinder voor de scheepvaart.